# 로빈슨줄무늬잎원숭이
로빈슨줄무늬잎원숭이(Presbytis robinsoni)는 로빈슨띠랑구르 또는 로빈슨띠수릴리라고도 불리며, 긴꼬리원숭이과에 속하는 원숭이 종이다. 이전에는 띠잎원숭이의 아종으로 간주했지만, 유전자 분석 결과 로빈슨줄무늬잎원숭이는 띠잎원숭이와 다른 몇몇 잎원숭이속 종과 마찬가지로 서로 더 가깝지 않은 것으로 밝혀졌다. 로빈슨줄무늬잎원숭이는 버마 남부와 태국을 포함한 말레이 반도 북부에 서식한다. IUCN은 로빈슨줄무늬잎원숭이를 준위협종으로 분류하고 있다.